# Monica Einarson
Gun Monica Einarson, född Granberg 16 september 1960, är en svensk sångerska, opera- och musikalartist och sångpedagog. Hon har medverkat i flera musikaler. Hon har medverkat i TV-dokumentären Fame Factory. Hon bedriver utbildning i musik tillsammans med sin man Christian Einarson.

## Teater

### Roller
| År   | Roll          | Produktion                                                                      | Regi                   | Teater          |
| ---- | ------------- | ------------------------------------------------------------------------------- | ---------------------- | --------------- |
| 1995 |               | Sound of Music Richard Rodgers och Oscar Hammerstein II                         | Trond Lie              | Göta Lejon      |
| 2003 | Abbedissan    | Sound of Music Richard Rodgers och Oscar Hammerstein                            | Staffan Aspegren       | Göteborgsoperan |
| 2004 | Rektor Lynch  | Grease Jim Jacobs och Warren Casey                                              | Bjarni Haukur Thorsson | Göta Lejon      |
| 2008 | Fröken Andrew | Mary Poppins Bröderna Sherman, Julian Fellowes, George Stiles och Anthony Drewe | Stina Ancker           | Göteborgsoperan |
| 2015 | Lottie Barn   | Crazy for you Ken Ludwig, George och Ira Gershwin                               | Mattias Carlsson       | Göteborgsoperan |